# Sky Is Over
«Sky Is Over» — третий сингл армяно-американского рок-исполнителя, фронтмена рок-группы System of a Down Сержа Танкяна с его дебютного студийного альбома Elect the Dead. Песня была выпущена в качестве сингла 16 января 2008 года.

## Смысл песни
Хотя сам Танкян не объясняет тексты своих песен, все же он упомянул в интервью The Pulse of Radio, что она рассказывает о его детских воспоминаниях и его мыслях о будущем планеты. В частности, он заявил: «я всегда думал, что небо, - это огромный колышущийся на ветру парус. Когда я был ребенком, то мог смотреть на небо и плывущие по нему облака часами, грезя наяву о далеких странах и прекрасных городах, в которых мне предстоит побывать, - я очень много выдумывал, - различные истории и рассказы, в общем, был очень креативным ребенком. Меня всегда волновал вопрос, - что будет, если неба вдруг не станет? Какими были бы мы, если бы огромный голубой парус, с вкраплениями белого цвета, вдруг разорвался от сильного порыва ветра? Тогда я давал себе достаточно простой ответ на этот наивный вопрос, - если неба не станет, тогда земля, лишившись своего паруса, словно легкая яхта, будет бесконечно долго дрейфовать по волнам или же, запрокинувшись на бок, утонет. Ответ который я дал бы сейчас на этот вопрос, - возможно, не столь наивен и похож на сказку, - но смысл тот же: без атмосферы, без неба, мы все погибнем».

## Список композиций
- Автор всех песен Серж Танкян.

### Радиоверсия сингла
| №  | Название                    | Длительность |
| -- | --------------------------- | ------------ |
| 1. | «Sky Is Over» (Радиоверсия) | 2:59         |

### 2 Вступительная песня[1]
| №  | Название                            | Длительность |
| -- | ----------------------------------- | ------------ |
| 1. | «Sky Is Over» (Акустическая версия) | 2:57         |
| 2. | «Empty Walls» (Акустическая версия) | 3:46         |

### Официальная версия сингла
| №  | Название                        | Автор(ы) | Длительность |
| -- | ------------------------------- | -------- | ------------ |
| 1. | «Sky Is Over»                   |          | 2:59         |
| 2. | «Sky Is Over» (Fawk Yeah Remix) | Танкян   | 3:38         |

### Версия в формате Digital download[2]
| №  | Название                            | Автор(ы) | Длительность |
| -- | ----------------------------------- | -------- | ------------ |
| 1. | «Sky Is Over»                       |          | 2:59         |
| 2. | «Sky Is Over» (Fawk Yeah Remix)     | Tankian  | 3:38         |
| 3. | «Sky Is Over» (Акустическая версия) |          | 2:59         |

## Видеоклип
Клип вышел 16 января 2008 года, режиссёром выступил Тони Петросян, который работал раньше над другим клипом Сержа — Empty Walls.
Видео, снятое одним кадром, начинается с того что Танкян играет вступление на белом рояле посредине улицы. Затем он встаёт и, продолжая петь, идет по улице. Подняв губку с мокрого асфальта, Серж начинает хаотично расчищать небо(при этом в песне наступает припев), затем выкидывает губку. В конце клипа, подойдя к черному роялю, также стоящему посредине улицы, доигрывает последний аккорд. Камера показывает надпись на небе, которую он выводил, "стирая" небо— «Civilization Is Over» («Конец цивилизации»).

## Позиция в чартах
| Чарт (2007)                           | Высшая позиция |
| ------------------------------------- | -------------- |
| U.S. Billboard Modern Rock Tracks     | 22             |
| U.S. Billboard Mainstream Rock Tracks | 23             |